# 戦艦大和ノ最期
『戦艦大和ノ最期』（せんかんやまとノさいご）は、吉田満の代表作。著者自らが体験した天一号作戦（坊ノ岬沖海戦）での戦艦大和の出撃から沈没までを綴った、太平洋戦争（大東亜戦争）を題材とした戦記文学である。
文語体で綴られた初稿は一日足らずで書かれ、その後1946年（昭和21年）12月の雑誌『創元』創刊号に掲載される予定だったが、GHQの検閲で全文削除された。そのため出版刊行は、部分的に改稿した上で、独立回復後の1952年（昭和27年）8月に創元社でなされた。この戦記文学が、後の太平洋戦争を描写した小説や映画に与えた影響は大きく、特に天一号作戦を取り上げた作品には、本作の内容を参考として記述されている物も多い。
英語版は1985年に、Richard H.Minearの訳（英題：Requiem for Battleship Yamato）が出版された。

## 執筆背景

### 戦地体験
太平洋戦争（大東亜戦争）中の1943年（昭和18年）、東京帝国大学法学部（現・東京大学法学部）の学生だった吉田は、学徒出陣により12月から海軍二等水兵として武山海兵団に入団し、翌年1944年（昭和19年）2月に海軍兵科第四期予備学生となった。7月からは予備学生隊として海軍電測学校に入校し（同月に帝大法学部を卒業）、12月に海軍電測学校を卒業した吉田は少尉（予備少尉）に任官され、戦艦大和に副電測士として乗艦を命ぜられ電探室勤務となった。
そして、満22歳だった翌年1945年（昭和20年）の4月3日、戦艦大和に沖縄への出動命令が下り、吉田も天一号作戦（坊ノ岬沖海戦）に参加することになった。その時期、連合艦隊はほとんど壊滅し、護衛の飛行機も一機もなかった。燃料も片道分だけの特攻作戦であった。敵の米軍は4月1日から沖縄本島への攻撃を開始しており、沖縄の海には米艦船に埋め尽くされていた。
戦艦大和は6日の夜、豊後水道を通過した。運命の日、吉田は哨戒直士官を命ぜられ、艦橋にいた。7日、徳之島西北の沖で戦艦大和は、8回にわたる米軍機約1000機の猛攻撃を受けて、あえなく沈没してしまった。乗務員3332名のうち、生き残った者は276名であった。様々な戦友の壮絶な死を目の当たりにした吉田は辛うじて死を免れたが、それらの過酷な体験は吉田にとって生涯消えることのない複雑な記憶となった。

### 吉川英治との出会い
生還した吉田は、頭部裂傷の治療のため入院していたが、完治しないうちに希望退院して、特攻を志願した。同年7月に高知県高岡郡須崎の回天基地（人間魚雷基地）の勤務を命ぜられた吉田だったが、意に反して特攻ではなく、基地の対艦船用電探設営隊長の任務を与えられ、須崎湾の突端の久通村の部落で陣地の構築を行なっていた。
そして終戦となり、しばらく久通村にいた後、吉田は両親が疎開していた西多摩郡吉野村（現・東京都青梅市）に帰還した。吉野村には、父と疎開仲間になっていた吉川英治がおり、9月中旬に吉川と対面した際に吉田は自身の戦場体験を語った。じっと黙って話を聞いていた吉川は少し涙をためた目で、帰ろうとする吉田を見つめながら、「君はその体験を必ず書き誌さなければならない」、「それはまず自分自身に対する義務であり、また同胞に対する義務でもある」と言った。
帰宅した吉田は、すぐに鉛筆をとり大学ノートに書き始めた。文字が迸るように滑らかに流れ出て、一日足らずで書き終えた。第一行目から自然に文体は文語体になった。

## 刊行経緯
吉田満は1945年（昭和20年）9月中旬に一日足らずで大学ノートに書き上げた鉛筆書きの草稿（初稿）を、少し肉付けしてから別の大学ノートにペン書きで記した。このノートを吉田の友人O氏など複数の人がやはりペン書きで書き写して清書され、それらが親しい友人・知人らに回覧されることになった。
この書き写し（清書）の大学ノートの1冊を読んだ小林秀雄が吉田の勤務先の日銀を訪ねてきて、小林が青山二郎や梅原龍三郎と共に発刊準備をしていた雑誌『創元』1946年12月・第1号（創刊号）にぜひ掲載したいと申し出た。しかしながら、この『創元』に掲載される予定だった初稿「戦艦大和ノ最期」は、GHQの下部機関CCD（民間検閲支隊）の検閲により全文削除処分となり、ゲラ刷りが没収されることになった。そのため、吉田はその稿を何人かの人（職場の女性社員など）に清書してもらって保存した。その後にそれを口語体に変化させたりなどの不本意な改稿版で、1947年（昭和22年）以降に雑誌『新潮』や『サロン』に掲載されることになった。
雑誌『創元』1946年12月号の稿に対するGHQの全文削除処分の検閲への抵抗の過程では、河上徹太郎、小林秀雄、吉田健一の奔走で、白洲次郎がGHQとの交渉を取り持ち、白洲正子が、小林秀雄と知り合うきっかけともなった経緯がある。
なお、1947年（昭和22年）に口語体の改定稿「戦艦大和」が「細川宗吉」名義（中国で戦病死した義兄の名前「細川宗平」に因む）で『新潮』10月号に掲載された際、三島由紀夫は、直接吉田満に会って検閲前の手書きの初稿（草稿）を直接読ませてもらっており、その原文（初稿）の感想を「日本人がうたつた最も偉大な叙事詩」と賞讃しながら、「日本人のテルモピレエの戦の細述です。人間の「目」のおそろしさを感じます。事によつたら「心」より神に近いのは目かもしれない、人間が神からさづかつたのは、肉体とか精神とかではなく、「目」だけかもしれない、と思はれて来るのです」と林房雄に伝えて初稿の一読を勧めていた。
その後、再び口語体の改定稿「小説戦艦大和」が、雑誌『サロン』1949年（昭和24年）6月号に掲載された。この『サロン』掲載時には、吉川英治、小林秀雄、林房雄、河上徹太郎、梅崎春生が跋文を寄せた。このサロン版に、少し手直しがなされ、8月に口語体の『軍艦大和』として銀河出版社で出版されたが、1952年（昭和27年）8月に元の文語体での改定稿版が創元社で出版された。
結局は、改定稿・文語体の刊行本『戦艦大和ノ最期』出版は、GHQの全文削除処分から6年後の1952年（昭和27年）8月となり、その後さらに改稿され、最終的には1974年（昭和49年）に北洋社で出版されたものが決定稿保存版となった。
この作品『戦艦大和の最期』が初版刊行に至るまでの過程には、「戦争肯定の文学であり、軍国精神鼓吹の小説であるとの批判」がかなり強くあったとされ、この作品を「戦争肯定」「軍国精神鼓吹」と非難されたことについて吉田満は初版刊行の「あとがき」で以下のように述べている。
また、この作品が文語体で書かれていることに関しては、特に文語体の嗜好があるわけではなく、「初めから意図したのでもない」として、以下のように吉田は語っている。

## 評価
1952年（昭和27年）の刊行本には、吉川英治、河上徹太郎、小林秀雄、林房雄、三島由紀夫の5名が跋文を寄せた。
吉田に戦争体験記を書くように勧めていた吉川英治は、この作品を「過去将来を通じ、人間が人間を考へる一資料として貴重である」と評価している。
雑誌『創元』創刊号への掲載に奔走していた小林秀雄は、「大変正直な戦争経験談である」と初稿を読んだ時の感想を語り、この刊行本の際の改定稿も「吉田君の人柄から思ふに、根本は変つてゐない」と考えると前置きしながら、敗戦後の社会では急に「反省」の名の下で自分の過去を他人事のように語る「利口な奴」が増え、この作品のような「正直な戦争経験談」は稀だと推薦の辞を述べている。
河上徹太郎は、文壇新人による敗戦記のほとんどが「自嘲と呪詛」で成り立っているのに対し、この作品は「敢闘精神に満ちた剛毅悲痛な報告」であり、かといって「軍国調とか好戦的」という批評は当たらないとしている。そして、すでに沖縄の運命が見え米軍機グラマンの餌食になることも知っていながらも水上特攻隊として出撃していった知的青年士官たちの「冷静な意志と明識」が何であるかを詳細に伝えていると評価している。
三島由紀夫は、この作品を読んだ時の感動を「日本人のテルモピレーの戦を目のあたりに見るやう」と表現し、短い簡潔な跋文ながらも、いつの時代も青年が抱く「生」の意義、「絶対」との邂逅の希求から、戦艦大和の戦いの持つ哲学的な意味を綴っている。
林房雄はこの作品について、「万人に通じ、万国に通じる人間の手記である」、ここに我々は「戦争の真実の記録」を得たとして、以下のように跋文で評している。
鶴見俊輔は、吉田の作品の特色を「あと智恵によってこうしたらよかったというふうに書かないこと」であり、当事者がどういう状況で決断したかが注意深く再現されているとしている。

## 脚色疑惑部分に対する反響
戦艦大和沈没までの出来事を著者・吉田満の眼を通してリアルに記述した戦記文学であるが、発表当初から記述の内容や描写に対して指摘や疑問の意見が多く、作品に描かれた表現や逸話について一部信憑性が薄い物もあるといわれている。
第二艦隊通信参謀付だった渡辺光男は、『連合艦隊』（株式会社パシフィカ発行、1981年）中の座談会「『大和』その生活と闘い」で、吉田の弱音を紹介している。渡辺と吉田の酒席で、吉田は「真実だけを描いていると言い切る自信がない」と謝罪していたという。さらに臼淵磐大尉が仲介する原因となった「兵学校出の中尉、少尉」という文だが、兵学校出身の最下級士官は第七三期で、3月1日に中尉に昇進している。つまり、当時の大和に「兵学校出の少尉」はいないという細かい勘違いがある。
駆逐艦「初霜」が大和乗組員を救助する際、内火艇（救助艇）の船縁にしがみつく生存者の手首を軍刀で切ったとする部分については、現在も論争の原因となっている。2005年（平成17年）4月7日、『朝日新聞』のコラム「天声人語」で、「初霜短艇」の行動が再びとりあげられると、『産経新聞』6月20日朝刊一面に於いて、初霜短艇指揮官・松井一彦の反論が掲載された。松井は1967年（昭和42年）4月、吉田に削除を求める書簡を送り、吉田も了承したが、結局削除されないまま吉田は病没した。
八杉康夫（大和乗組員）によれば、内火艇は船縁が高くて海面に顔を出している様な漂流者の手は届かないから基本的にありえないことで、羅針儀がある内火艇に磁気狂いの原因となる軍刀を持ち込むこともありえないという。また駆逐艦に救助された大和の乗組員たちは皆横瀬に軟禁され、お互いが体験したことを話し合っていたから、酷い行為があれば一遍に話題になっていたはずだが、そんな話は全くなかったと答えている。八杉によれば、八杉は吉田を詰問し、吉田は「私はノンフィクションだと言ったことはない」と弁明したとされる。駆逐艦「雪風」の田口砲術長は吉田に真偽を問いただしたが、「昔のことなので忘れた」という返答があった。大和ミュージアム館長の戸髙一成は、『平家物語』における屋島合戦の記述に見られる軍記物のパターンだと指摘している。
野呂昭二（大和気象班員）は、生存者達の中では唯一、事実だと証言した。吉田の妻・嘉子は、吉田の目撃談ではなく伝聞と前置きした上で、当時ならばあり得たことだと述べる。吉田の長男は、著作権の後継者として記述改変を拒否した上で、吉田が執筆の時点で真実と思われたことを記述したものとした。吉田の上官だった江本義男は「無かった」と述べ、同時に「初霜短艇」は瑣末な問題にすぎないと答えている。
また艦橋最上部の露天防空指揮所にいた有賀幸作艦長の最期も、目撃者の証言と異なる。吉田の作品では「羅針儀に固縛し、ビスケットを食らいつつ沈む」とある。塚本高夫（二等兵曹、防空指揮所艦長付伝令）や江本義男（大尉、測的分隊長）によれば、ただ羅針儀をつかんで「大和」と共に沈んでいった。塚本によれば、最期の言葉は「フネと一緒に行くよ。君らは急げ」だった。中尾大三（中尉、防空指揮所高射砲付）によれば、有賀は第一艦橋に下りていき、姿を消した。しかし「大和」の幹部が羅針儀に身体を縛りつけたという事実はあった。第一艦橋にいた浅羽満夫（中尉、水測士）によれば、茂木航海長と、花田秦祐掌航海長が白布で身体を羅針儀に縛り、「大和」と共に沈んでいったという。

## 初稿と定稿の違い
河上徹太郎、小林秀雄、白洲次郎、三島由紀夫が読んで感動したのは、「ほぼ半日で完成した」とされる文語体の『戦艦大和ノ最期』第1稿（GHQに検閲された初稿）で、定稿との違いは以下の点にある。
1. 臼淵磐大尉の発言など、いわゆる「良識」は現行版と同じながら、修辞が非常に控えめであり、現行版にあるような、後付けのイデオロギーを感じさせる「あざとさ」が無い。
2. 「この節のため話が発散しており、物語の主旨が不明瞭になっている」と、信憑性以外に文学的見地からも問題視されている「初霜短艇の記述」が書かれていない。
3. 物語の結末にあたり、「理不尽な出撃を強いられ、敢闘を尽くした末に、なにもかもを飲み込んで沈没した大和」に対し「天下ニ恥ヂザル最期ナリ」、と言う言葉で最大限の花が手向けられている（1952年の改訂版では、これが「彼ラ終焉ノ胸中果シテ如何」という文言に改変している）。

（冒頭で臼淵磐大尉が指摘した「理不尽な大和出撃に対して、乗組員が如何に精神昇華を行うか」を土台とした上で、「理不尽な出撃にも関わらず、士官下士官兵の各々が一丸となって敢闘した結果」への賛美が「天下ニ恥ヂザル最期ナリ」と受け取るとすると、イデオロギーを除外して、純粋に文学的見地からも、初出の文章はブレのない視点での終わり方と言える。）

## 稿の種類
『戦艦大和ノ最期』の稿には、文語体・口語体あわせて8種類の稿が残されている。それらを「ABCDEFGH」として分類すると以下のようになる。
A 初稿草稿（文語体）
1945（昭和20年）9月に吉川英治に勧められ、ほとんど一日で書いたもの。省略符号が多い。大学ノートに鉛筆書き。
B 初稿「戦艦大和ノ最期」（文語体）
「A」を肉付けしたもの。大学ノートにペン書き。友人・知人に清書を依頼した2、3の写本（大学ノート）がある。
C 初稿「戦艦大和ノ最期」（文語体）
小林秀雄に勧められ、検閲を考慮し「B」に若干の手直しを加えて、原稿用紙に書き写したもの。雑誌『創元』第1号（1946年12月号）に掲載予定だったが、GHQの検閲により全文削除処分の扱いとなったため、ゲラ刷りが没収された。友人・知人に依頼した清書がある。
D 改定稿「戦艦大和」（口語体）
細川宗吉の筆名で、雑誌『新潮』1947年10月号に掲載されたもの。内容はきわめて簡単なもの。
E 改定稿「小説戦艦大和」（口語体）
雑誌『サロン』1949年6月号に掲載されたもの。「D」に比較すると、内容が充実している。
F 改定稿「軍艦大和」（口語体）
「E」に若干の手直しを加えたもの。
G 改定稿「戦艦大和の最期」（文語体）
1952年（昭和27年）8月に創元社から刊行されたもの。
H 改定稿「戦艦大和ノ最期」（文語体）
1974年（昭和49年）8月に北洋社から刊行されたもの。10月に決定稿保存版を刊行。

### 「巨艦送葬譜」
2022年に「巨艦送葬譜」という題の草稿が見つかった。原稿用紙73枚に文語体で書かれており、改稿過程で1947年末ごろに執筆されたものと推測される。戦況の描写などが大幅に加筆されている。神奈川近代文学館が特別展「生誕110 年　吉田健一展　文學の樂み」に向けた調査中に確認したもので、吉田健一に英訳を依頼する書簡も同時に見つかった。原稿は同展で展示された。

## 刊行版
初稿（文語体）
- 江藤淳『落葉の掃き寄せ――敗戦・占領・検閲と文学』文藝春秋、1981年11月。NCID BN06385457。
- 江藤淳『一九四六年憲法――その拘束 その他』文春文庫（新版）、1995年1月。ISBN 978-4167366094。395-433頁
  - 以上の2冊には、江藤がメリーランド大学付属マッケルディン図書館ゴードン・W・プランゲ文庫で発見した未発表初稿テクスト（ゲラ刷り）稿を収録。初掲載は、文藝春秋『文學界』1981年9月号。
- 『「戦艦大和」と戦後――吉田満文集』保阪正康編、ちくま学芸文庫、2005年7月。ISBN 978-4480089274。206-251頁

改定（口語体）
- 『軍艦大和』（銀河出版社、1949年8月）- 雑誌『サロン』1949年6月号に掲載された「小説戦艦大和」に若干の手直しを加えたもの。

改定（文語体）
- 『戦艦大和の最期』（創元社、1952年8月）
- 『戦艦大和』（河出書房新社 太平洋戦記シリーズ、1967年11月）
- 『戦艦大和』（角川文庫、1968年7月、改版2002年） ISBN 4-04-128101-6
  - 解説：阿川弘之、跋文吉川英治・小林秀雄・河上徹太郎・林房雄・三島由紀夫
- 『世界ノンフィクション全集 第31巻』（筑摩書房、1962年）
- 『現代日本記録全集 第21巻 太平洋戦争』（筑摩書房、1969年9月）- 解説会田雄次

決定稿保存版（文語体）
- 『戦艦大和ノ最期』（北洋社、1974年8月、新版1978年／講談社、1981年8月）
- 『鎮魂戦艦大和』（講談社、1974年12月）
  - 『鎮魂 戦艦大和』（講談社文庫 上・下[28]、1978年3月）- Kindle版刊
- 『戦艦大和ノ最期』（講談社文芸文庫、1994年8月）- Kindle版刊
  - 解説：鶴見俊輔。ワイド版2016年7月。ISBN 4-06-196287-6

全集版
- 『吉田満著作集』（上・下、文藝春秋、1986年9月）

英訳版
- Richard H.Minear（リチャード・マイニア）訳『Requiem for Battleship Yamato』

University of Washington Press, 1985.／新版：Bluejacket Books, 1999. ISBN 1557505446

## 映像化作品
映画
- 『戦艦大和』 1953年公開　
  - 製作・配給：新東宝。監督：阿部豊

テレビドラマ
- 『終戦45周年記念3時間ドラマスペシャル　戦艦大和』 1990年8月10日放送
  - 製作：フジテレビ、東宝。監督：市川崑。主演：中井貴一
  - これは、元々は劇場用超大作映画として企画されたが、諸般の事情により映画版の製作は中止され、3時間テレビドラマとして製作・放送されたものである。

サウンドドラマ
- 『戦艦大和の最期』 1965年8月15日放送
  - 企画・制作：株式会社ばばこういち事務所、制作協力：文化放送。脚本監修：吉田満、脚本：川崎洋、制作監修：島地純、音楽：山本直純、演奏：日本フィルハーモニー交響楽団、東京混声合唱団、音響構成：玉井和雄。出演：芦田伸介、鈴木瑞穂、中谷一郎、下元勉、北林谷栄、清水将夫ほか

（1970年にLPレコード(SJX-2010〜2011)化、2006年にCD(VICS-60182〜3)化されている）